# Diospilus belorossicus
Diospilus belorossicus är en stekelart som beskrevs av Sergey A. Belokobylskij och Lobodenko 1997. Diospilus belorossicus ingår i släktet Diospilus och familjen bracksteklar. Inga underarter finns listade i Catalogue of Life.